# الكرة الطائرة بوضعية الوقوف
الكرة الطائرة بوضعية الوقوف- هي رياضة جماعية يمكن ممارستها "من وضع الوقوف" من قبل الأشخاص ذوي الإعاقات الجسدية.
الرياضيون مبتوري الأطراف لديهم خيار اللعب مع أو بدون أطراف أصطناعية. اعتمادًا على إحساس التوازن، فقد يختار بعض مبتوري الأطراف فوق الركبة اللعب بدون طرف اصطناعي والقفز على ساق واحدة. يتم لعب الكرة الطائرة بوضعية الوقوف وفقاً لقواعد الاتحاد الدولي للكرة الطائرة . لعب الكرة الطائرة بوضعية الوقوف أدى إلى السماح لمجموعات أخرى من ذوي الإعاقة بالمشاركة، وبالتالي تشجيع المزيد من الدول على المشاركة. على الرغم من أن هذا أدى في بداية الأمر إلى المزيد من مشاكل التصنيف، إلا أن WOVD في النهاية ، بعد أربع سنوات، وضعت معايير التصنيف، والتي تشمل اللاعبين الذين يعانون من إعاقات مختلفة إما في الذراع أو الساق. 
وبالإضافة إلى الكرة الطائرة في وضعية الجلوس ، نعد الكرة الطائرة في وضع الوقوف أيضًا نوعًا مناسبًا من الكرة الطائرة للأشخاص ذووي الإعاقة، حبث ينافس فريقان يكون كل منهما من ستة لاعبين ضد بعضهما البعض في ملعب مقسوم بشبكة. وقد كانت هذه اللعبة رياضة بارالمبية حتى عام 2000م، ولكن تمت إزالتها من برنامج الألعاب الأولمبية للمعاقين بعد ألعاب سيدني. حيث اجتمعت اللجنة البارالمبية الدولية وقررت السماح بنوع واحد فقط من الكرة الطائرة باعتباره تخصصًا في الألعاب الأولمبية للمعاقين ، وهذا النوع هو الكرة الطائرة من وضعية الجلوس.

## قواعد اللعبة ومستويات الإعاقة
تتوافق قواعد كرة طائرة الوقوف مع الكرة الطائرة العادية ، حيث يبلغ ارتفاع الشبكة 2.43م للرجال، و2.24 للسيدات، وتبلغ أبعاد الملعب 16م× 8م ، كما يبلغ محيط الكرة الطائرة المملوءة بالهواء 65-67سم ووزنها 260-280 جم ، وهناك 15 نقطة لكل مجموعة، الاستثناء الوحيد في تكوين الفريق: هناك ثلاثة لاعبين في الفريق بدلاً من اثنين، وينقسم اللاعبون إلى فئتين من مستويات الإعاقة. وهذا يضمن تكافؤ الفرص بين الفريقين، كما يتم منح الأشخاص الذين ليس لديهم إعاقات أو يعانون من الحد الأدنى من الإعاقات الفرصة للمشاركة في اللعبة. أما عن مستويات الإعاقة في هذه اللعبة فهي تتمثل في
- الحد الأدنى من الإعاقة- على سبيل المثال تصلب الكاحل أو تشوه أصابع اليد.
- إعاقة- على سبيل المثال ساق مبتورة ، ذراع مبتورة، ساق قصيرة للغاية أو ما شابه ذلك.
- من أجل أن يكون للفرق فرص مماثلة في اللعبة ، يجب أن يكون لاعب واحد بحد أقصى لديه حد أدنى من الإعاقة في الملعب.

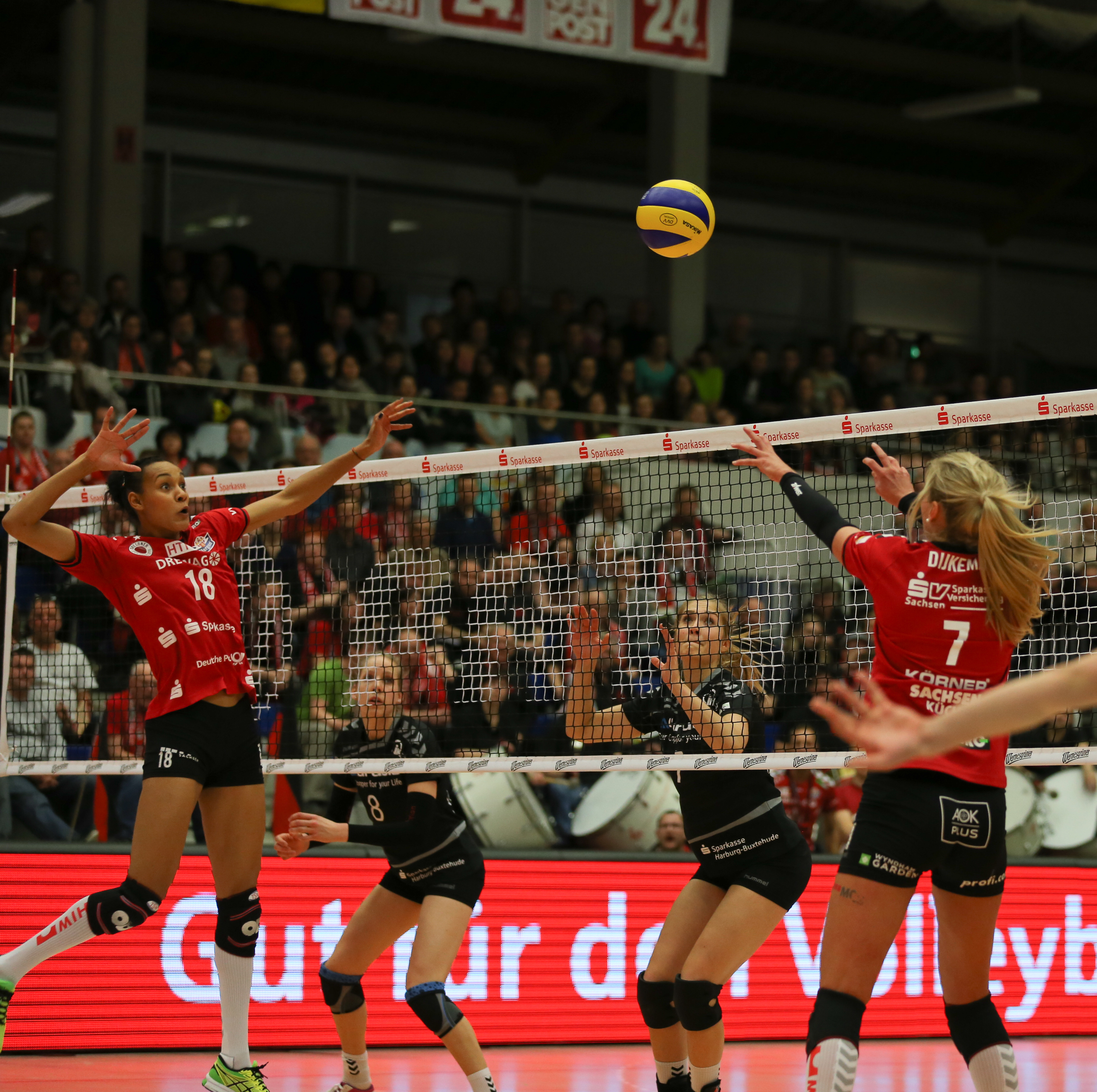

ويمكن النظر إلى لعبة الكرة الطائرة الشاطئية على أنها تمثل أحد أشكال الكرة الطائرة بوضعية الوقوف والتي يتم لعبها على ملاعب الشاطئ بدلاً من الملاعب الداخلية. ويتم لعبها بفرق ، يتكون كل فريق منها من ثلاثة أعضاء ، وتعمل ضمن نظام التصنيف البارالمبي. ويتم فيها اتباع قواعد الكرة الطائرة الشاطئية القياسية للاتحاد الدولي للكرة الطائرة. وتشهد هذه الرياضة نمواً مستمراً، إذ تتنافس فرقها بانتظام في آسيا وأوقيانوسيا منذ عام 2007م. واعتبارًا من عام 2018، يعمل الاتحاد الدولي لكرة الطائرة على إدراج الكرة الطائرة الشاطئية البارالمبية كرياضة ميداليية في ألعاب لوس أنجلوس في عام 2028م. 